# 關文鐸

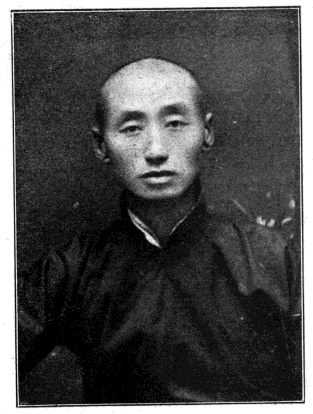
《民国之精华》中的關文鐸照片

關文鐸（?—?）字振之，籍贯不详，中华民国政治人物。

## 生平
關文鐸于1912年代表黑龙江省当选北京临时参议院议员。1913年，他出任民元国会众议院议员。1916年民元国会恢复后，他仍任众议院议员。1917年他任护法国会众议院议员。1922年民元国会第二次恢复时，他被马庆长顶替。